# قطة البامباس
قط البامباس ( ليوباردوس كولوكولا) هو قط بري صغير موطنه أمريكا الجنوبية. تم إدراجه ضمن الأنواع المهددة بالانقراض في القائمة الحمراء للاتحاد الدولي لحفظ الطبيعة، حيث أن تحويل الموائل وتدميرها قد يؤدي إلى انخفاض عدد السكان في المستقبل.
تمت تسميته على اسم البامباس ولكنه يوجد في الأراضي العشبية والأراضي الشجرية والغابات الجافة على ارتفاعات تصل إلى 5,000 م (16,000 قدم) فوق مستوى سطح البحر.
كان هناك اقتراح لتقسيم قط البامباس إلى ثلاثة أنواع مميزة استنادًا في المقام الأول إلى الاختلافات في لون/نمط الفراء وقياسات الجمجمة. وبناءً على ذلك فقد تم التعرف على ثلاثة أنواع في طبعة عام 2005 من كتاب أنواع الثدييات في العالم: الكولوكولو ( ل. كولوكولو) وقط البانتانال ( ل. براكاتوس) وقط البامبا (ل. باجيرو) مع تعريف أكثر تقييدًا. ولم يتم دعم هذا الانقسام على مستوى الأنواع من خلال التحليل الجغرافي اللاحق، على الرغم من التعرف على بعض البنية الفرعية الجغرافية وتستمر بعض السلطات في الاعتراف بقط البامباس كنوع واحد. في مراجعة تصنيف القطط لعام 2017 التي أجرتها مجموعة المتخصصين في القطط، كما تم التعرف على قطة البامباس باعتبارها نوعًا واحدًا به سبعة أنواع فرعية. وكشف تحليل 142 جلدًا تم جمعها من جميع أنحاء أمريكا الجنوبية عن اختلافات مورفولوجية بين عينات المتحف هذه. ولذلك تم اقتراح التعرف على خمسة أنواع مميزة داخل مجمع قطط البامباس.

## صفات
قطة البامباس أكبر قليلاً من القطط المنزلية ولها ذيل كثيف. إذ يختلف حجمه بين المناطق ويتراوح طول الجسم من 46 إلى 75 سـم (18 إلى 30 بوصة) مع 23–29 سـم (9.1–11.4 بوصة) بذيل طويل. وهناك ستة أنواع من فروها ولكن جميعها لها خطان داكنان على الخدين:
- النوع 1. أحمر أو رمادي غامق مع خطوط صدئة بلون القرفة على الجانبين، وجانب علوي بلون القرفة من الأذنين مع حواف وأطراف سوداء، وأربع أو خمس حلقات حمراء على الذيل (حلقتان خارجيتان أغمق)، وخطوط بنية داكنة على الساقين وبقع سوداء على الصدر وأجزاء سفلية بيضاء مع خطوط صدئة باللون الأصفر. حيث يوجد هذا النوع في وسط تشيلي في الغابات شبه الاستوائية الجافة على ارتفاعات تصل إلى 1,800 م (5,900 قدم) فوق مستوى سطح البحر.
- النوع 2إيه. الجوانب ذات بقع كبيرة بنية محمرة على شكل وردة ذات حدود داكنة، وحلقات عديدة على الذيل (من نفس لون بقع الجانب)، وخطوط بنية داكنة جدًا سوداء تقريبًا على الأرجل مع بقع أو خطوط على الأجزاء السفلية. حيث يتواجد هذا النوع في جبال الأنديز الشمالية في النوع الفرعي ل. ج. توماسي و ل. ج. وولفسوني.
- يتشابه النوع 2بي مع النوع 2إيه ولكن لون الخلفية أفتح، وعلامات الجسم والخطوط على الأرجل الخلفية والحلقات على الذيل أفتح وأقل تميزًا.
- النوع 2سي هو رمادي اللون بشكل عام مع خطوط بنية داكنة مميزة على الأرجل وبقع على الأجزاء السفلية، وذيل عادي (بدون حلقات واضحة) وفي أقصى تقدير خطوط داكنة غير واضحة على الجانبين.
- النوع 3إيه هو بني صدئ بالكامل تقريبًا مع بقع باهتة وأشرطة متواصلة، وذيل غير محدد بطرف أسود بارز، وأقدام سوداء بالكامل. وقد تم العثور على هذا النمط في النوع الفرعي ل. ج. براكاتوس.
- النوع 3بي يشبه النوع 3إيه ولكن لون الخلفية أفتح وأكثر اصفرارًا مع بقع جانبية بنية اللون وأكثر تميزًا، وأقدام سوداء فقط على باطن القدمين، وحلقات متقطعة وطرف أسود ضيق على الذيل. ويحدث هذا النوع في النوع الفرعي ل. ج. مونواي.

تظهر الأنواع الفرعية للنوع الثاني اختلافات وفقًا للارتفاع وخط العرض. ويحدث النوع الفرعي الأول فقط في الشمال (حوالي 20 درجة جنوبًا وباتجاه الشمال)، بينما يحدث النوع الثالث فقط في أقصى الجنوب (حوالي 40 درجة جنوبًا وباتجاه الجنوب). وفيما بينهما فإن الغالبية من النوع الفرعي الثاني ولكن تم تسجيل النوع الفرعي الأول في أقصى الجنوب حتى 29 درجة جنوبا، والنوع الفرعي الثالث في أقصى الشمال حتى 36 درجة جنوبا. أما في خطوط العرض حيث يتواجد كل من النوعين الفرعيين الأول والثاني، يميل الأول إلى العيش في المرتفعات والثاني في الأراضي المنخفضة.
حيث يتم التسبب في النمط الظاهري الميلانيني عن طريق إضافة بقايا سيستين واحدة في الموضع 120 من بروتين الإشارة أغوتي. ويؤدي هذا إلى تعطيل الروابط الثنائية الكبريتيدية الأربعة في البروتين الطبيعي مما يؤدي إلى تغيير بنيته الثلاثية وتقليل قدرته على الارتباط بمستقبل الميلانوكورتين .

## التصنيف
فيليس كولوكولا "Felis colocola" هو الاسم العلمي الذي اقترحه خوان إجناسيو مولينا في عام 1782 لقطة من تشيلي.

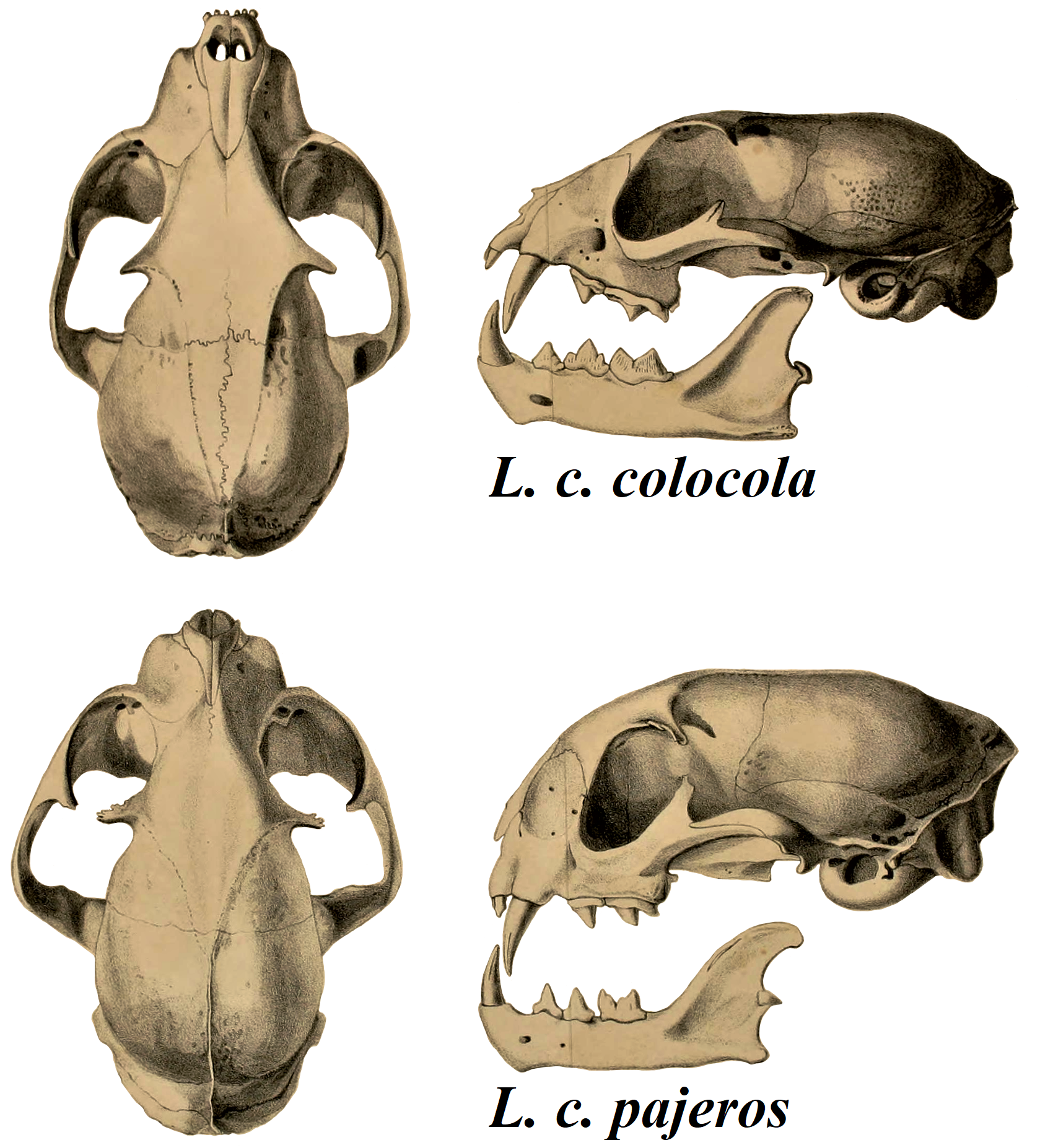
جماجم

كشف تحليل مورفولوجي مكثف لعينات قطط البامباس من مختلف نطاق الأنواع عن اختلافات في قياسات الجمجمة ولون الفراء ونمطه. ولذلك تم تقسيم مجموعة قطط البامباس إلى ثلاثة أنواع مميزة مع 11 نوعًا فرعيًا. وقد تم التعرف على هذا التقسيم النوعي في طبعة عام 2005 من كتاب أنواع الثدييات في العالم على الرغم من تقليص عدد الأنواع الفرعية:
- ليوباردوس كولوكولا (كولوكولو)
  - أل. سي. كولوكولا– الغابات شبه الاستوائية في وسط تشيلي
  - إل سي. ولفسوني (غارسيا بيريا - 1994) - في الشجيرات الشوكية وبارامو في شمال تشيلي[5]
- ليوباردوس براكاتوس ( قط البانتانال )
  - أل. بي. براكاتوس ( كوب - 1889) [13] – وسط البرازيل وشرق باراجواي وأقصى شرق بوليفيا وأجزاء من شمال شرق الأرجنتين.[9][14]
  - أل. بي. مونواي (شيمينيز - 1961) – ريو غراندي دو سول في البرازيل والأوروغواي.[9][14]
- ليوباردوس باجروس (قط بامباس مع تعريف أكثر تقييدًا)
  - أل. بيه. باجيرو ( ديسماريست - 1816) النوع الفرعي المرشح - جنوب تشيلي وعلى نطاق واسع في الأرجنتين[9]
  - أل. بيه. كريسبوي – المنحدر الشرقي لجبال الأنديز في شمال غرب الأرجنتين[5]
  - أل. بيه. جارليبي ( ماتشي - 1912)[15] جبال الأنديز في البيرو[5]
  - أل. بيه. شتاينباخي – جبال الأنديز في بوليفيا[5]
  - أل. بيه. توماسي – جبال الأنديز في الإكوادور[5]

استناداً إلى عينتين فقط تم تصنيف النوع الفرعي أل. بيه. شتاينباكي الأكبر حجمًا والأكثر شحوبًا من أل. بيه. جارليبي. ومع ذلك يتم تصنيف هذا على أنه عدم يقين بسبب العينة الصغيرة جدًا ويعامله البعض كمرادف لـأل. بيه. جارليبي. كما أن هناك حالة من عدم اليقين أيضًا فيما يتعلق بالنوع الفرعي أل. بيه. بوديني والذي يبدو أنه يشبه أل. بيه. كريسبوي وقد تم وصفه من الأراضي المنخفضة في شمال غرب الأرجنتين، ولكن قد يكون في الواقع من الغابات الرطبة في المنطقة. إذ أن بعض الناس يدركون ذلك والبعض الآخر لا يدركه. وقد تم التعرف على السكان في جنوب تشيلي والجزء الجنوبي من الأرجنتين المدرجة في الترشيح في القائمة أعلاه على أنها النوع الفرعي أل. بيه. كروسينوس بناءً على فروها الباهت وحجمها الكبير.
فشلت أعمال أحدث وخاصة الدراسات الجينية في العثور على دعم للانقسام على مستوى الأنواع، على الرغم من التعرف على بعض البنية الفرعية الجغرافية. ويقر العديد من المؤلفين بأن قط البامباس هو نوع واحد. فمنذ عام 2017 تعترف فرقة عمل تصنيف القطط التابعة لمجموعة المتخصصين في القطط بقط البامباس كنوع واحد يتكون من سبعة أنواع فرعية:
- أل. ج. كولوكولا
- أل. ج. باجيرو
- أل. ج. براكاتوس
- أل. ج. جارليبي
- أل. ج. بوديني (بوكوك - 1941)
- أل.ج. مونواي
- أل. ج. وولفسوني

اكتشف مؤلفو دراسة نُشرت في مايو 2020 اختلافات مورفولوجية وجزيئية وجغرافية وبيئية كبيرة بين مجموعات قطط البامباس المختلفة في جميع أنحاء أمريكا الجنوبية. ويقترحون خمسة أنواع ضمن مجمع أنواع قطط البامباس وهي أل. كولوكولا وأ ل. براكاتوس وأ ل. جارليبي وأل. مونواي وأ ل. باجيرو. حيث يعتبرون جميع الأنواع الخمسة أحادية النمط. وفي عام 2022 تم تغيير اسم أل.  مونواي وقد قيل أنه هو مرادف أصغر لـ أل. فاشييتس ويجب تسمية الأنواع المقترحة بهذا الاسم الأخير.

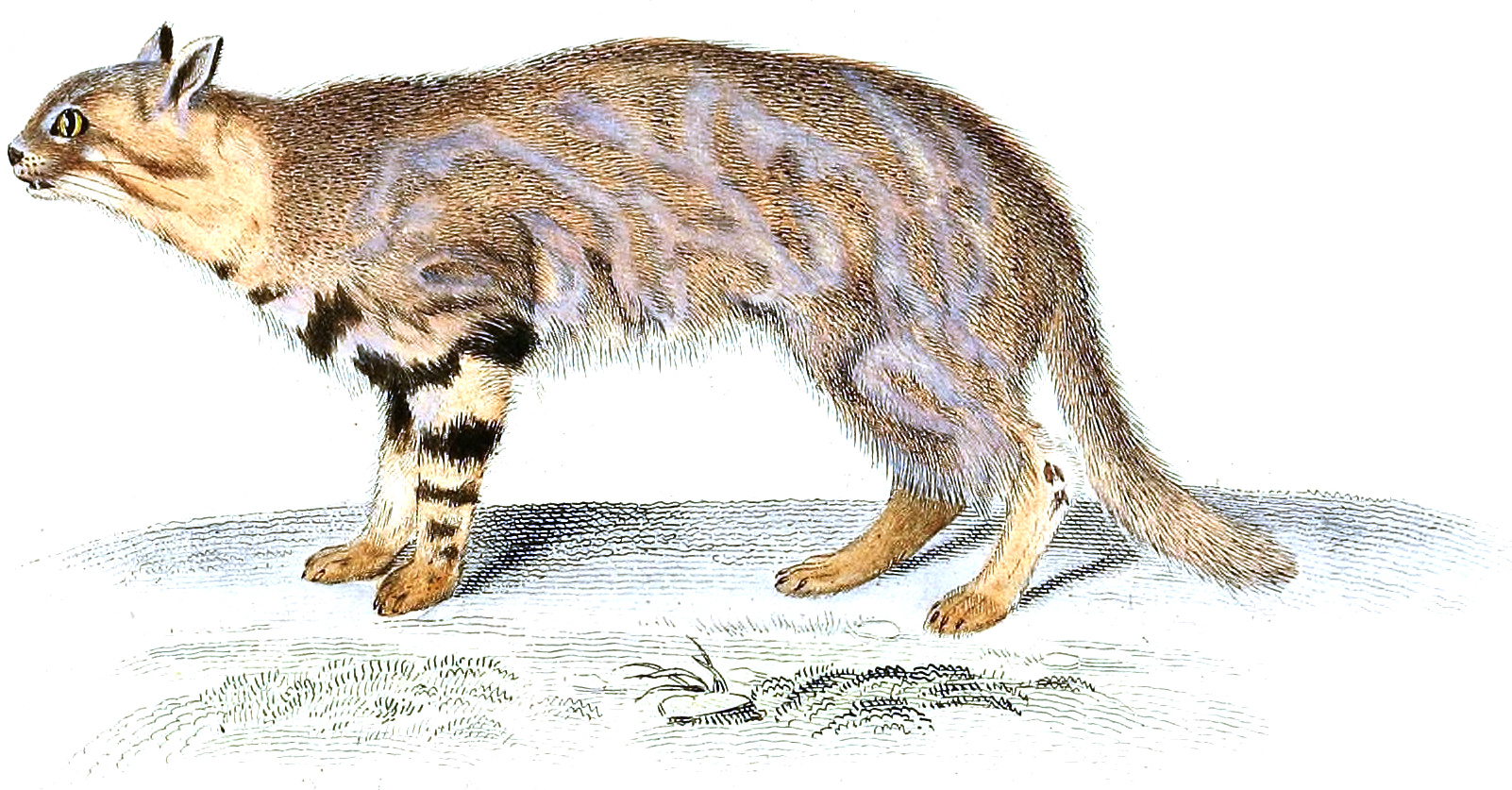
إل ج. باجروس. رسم توضيحي لجان غابرييل بريتر (1844)
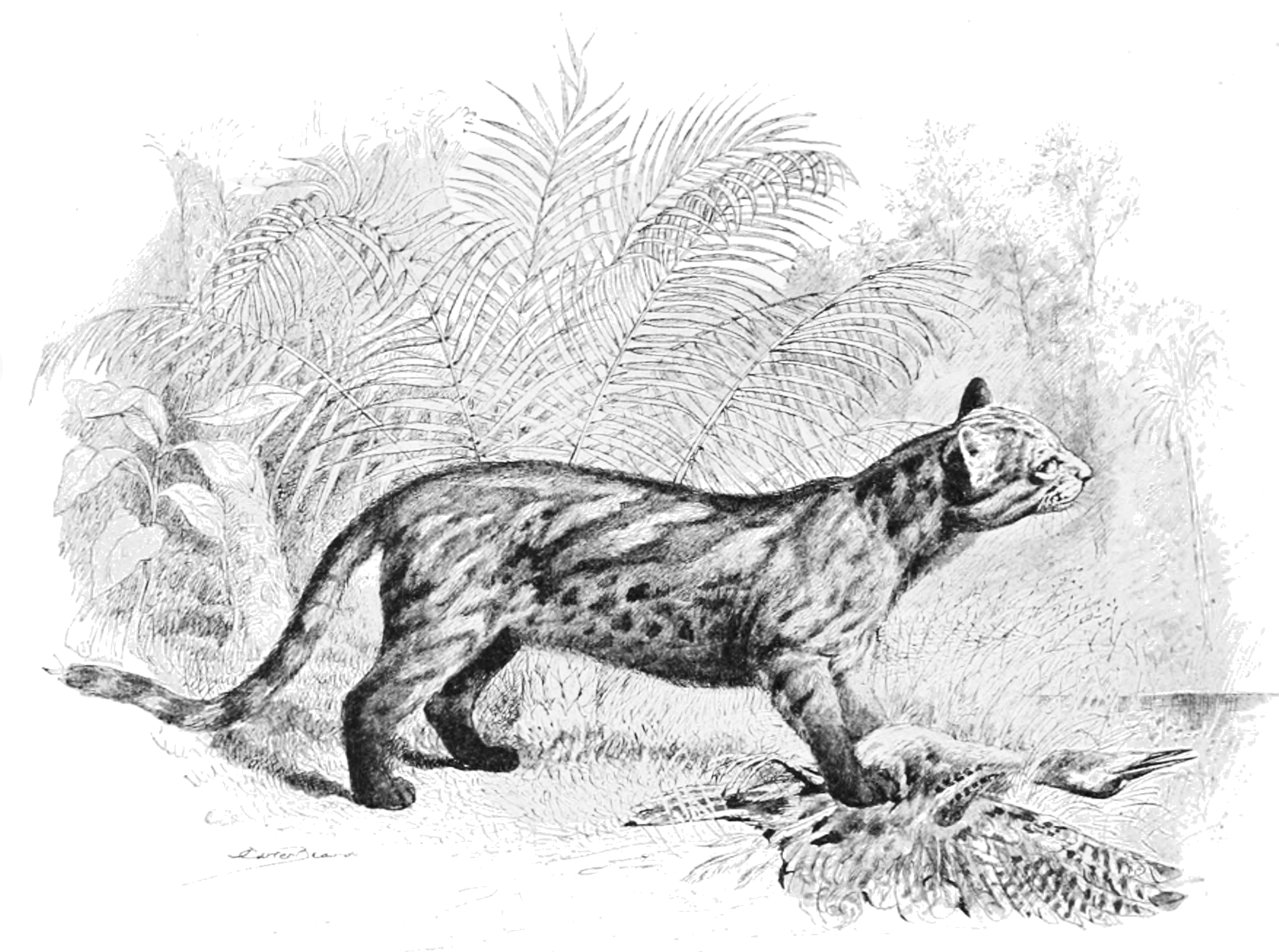
إل ج. براكاتوس. رسم توضيحي (1897)
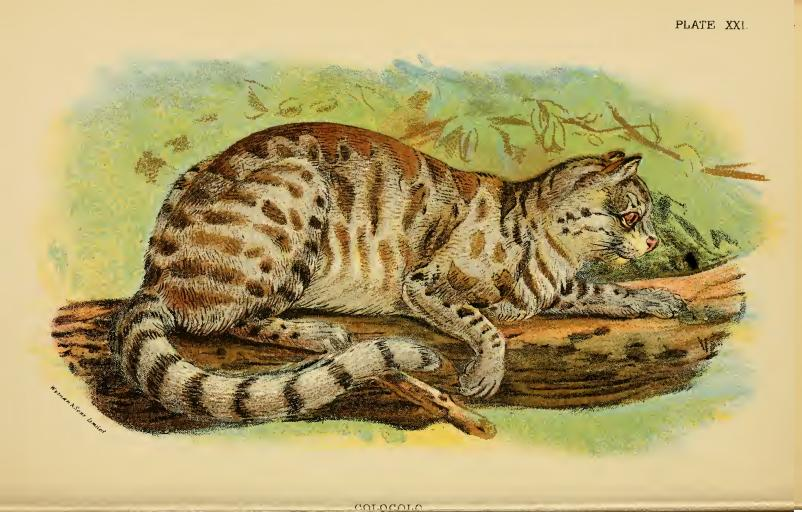
أل. ج. كولوكولا. رسم توضيحي (1896)

## التوزيع والمحميات
تنتشر قطة البامباس في معظم أنحاء الأرجنتين والأوروغواي حتى منطقة غران تشاكو وسيرادو في بوليفيا وباراجواي والبرازيل وشمالاً عبر سلسلة جبال الأنديز عبر الإكوادور وربما بشكل هامشي في جنوب غرب كولومبيا. كما توجد في مجموعة واسعة من الموائل وتعيش على ارتفاعات تتراوح بين 1,800 و 5,000 م (5,900 و 16,400 قدم) في بارامو وبشكل هامشي أيضًا في أراضي بونا العشبية ومحليًا في الغابات الجافة. حيث يتداخل نطاقها مع قطة جبال الأنديز في شمال غرب الأرجنتين، فإنها توجد على ارتفاعات أقل في المتوسط. أما في وسط إلى شمال غرب الأرجنتين فتوجد قطة البامباس على ارتفاعات أقل من 1,240 م (4,070 قدم) في الأراضي العشبية والغابات المتوسطة والجافة والأراضي الشجرية. وفي جنوب الأرجنتين وأقصى جنوب تشيلي يوجد في سهول باتاغونيا والأراضي الشجرية على ارتفاعات تقل عن 1,100 م (3,600 قدم) فوق مستوى سطح البحر.
في عام 2016 تم تسجيله لأول مرة في صحراء سيشورا وفي الغابة الجافة في شمال غرب البيرو.

## البيئة والسلوك
لا يُعرف سوى القليل عن عادات الصيد والتكاثر لدى قطة البامباس. ويعتقد أنه يتغذى بشكل رئيسي على الثدييات الصغيرة والطيور. كما يُعتقد أن خنازير غينيا تشكل جزءًا كبيرًا من نظامها الغذائي وإلى جانب حيوانات فيسكاشا والقوارض الأخرى ورتبة طيور التيناموا التي تعيش على الأرض. فعلى الرغم من أن البعض اقترحوا أنها ليلية بشكل رئيسي يقترح آخرون أنها نهارية بشكل رئيسي.
تكون الولادات صغيرة نسبيًا وعادةً ما تتكون من قطة واحدة أو قطتين فقط وفي بعض الأحيان ثلاث قطط. حيث أن القطط تزن حوالي 130 غ (4.6 أونصة) عند الولادة. كما أن متوسط العمر المتوقع هو تسع سنوات لكن البعض عاشوا لأكثر من 16 عامًا.

## روابط خارجية
IUCN/SSC المجموعة المتخصصة للقطط: Leopardus colocolo نسخة محفوظة 4 نوفمبر 2018 على موقع واي باك مشين. ؛ ( ل. براكاتوس و L. لا يتم التعامل مع الباجيروس كأنواع منفصلة.)